# Tomaspis fimbriolata
Tomaspis fimbriolata is een halfvleugelig insect uit de familie schuimcicaden (Cercopidae). De wetenschappelijke naam van deze soort is voor het eerst geldig gepubliceerd in 1854 door Carl Stål.